# Verb personal
Un verb personal este un verb care, spre deosebire de verbul impersonal, se conjugă pentru a corespunde cu subiectul în persoană și număr. 
Exemple în limba română:
- Eu alerg în parc. (persoana I singular, timpul prezent)
- Tu ai învățat pentru test. (persoana a II-a singular, timpul perfect compus)
- Pasărea cântă frumos. (lucru personificat, persoana a III-a singular, timpul prezent).